# Kingsley Shacklebolt
Kingsley Shacklebolt član je Reda feniksa u romanima o Harryju Potteru. On je visok i ćelav, tamnoput muškarac koji nosi zlatnu naušnicu i ima dubok glas koji je J. K. Rowling spomenula nekoliko puta kao "smirujući".
Kingsley Shacklebolt auror je koji je bio dvostruki agent za Red feniksa u Ministarstvu magije. Bio je prisutan tijekom scene u petoj knjizi kad je Harry bio ispitivan zbog tajne organizacije, Dumbledoreove Armije, nakon što ga je Marietta Edgecombe izdala Dolores Umbridge. Shacklebolt je neprimjetno promijenio Mariettino sjećanje, ali tijekom bijega od Ministarstva Dumbledore ga je morao ureći kako bi Kingsley bio uvjerljiv. Shacklebolt je u Ministarstvu bio zadužen za potragu za Siriusom Blackom - to je smatrano prestižnim poslom zato što je Black bio najtraženiji čovjek u čarobnjačkoj Britaniji. Znajući da je Sirius nevin, on je Ministarstvu davao lažne informacije da se Sirius nalazi negdje na Tibetu. Kingsley Shacklebolt poznavao je Jamesa Pottera, ali čini se da nije bio član originalnog Reda feniksa.
U Drugom ratu Shacklebolt se pridružio Redu i dobrovoljno se javio za člana straže koja je Harryja Pottera dopratila iz doma obitelji Dursley do Grimmauldova trga br. 12 tijekom ljeta 1995.
Shacklebolt se borio u bitci u Odjelu tajni i čini se da je veoma vješt u dvobojima zato što se odjednom borio s dvojicom smrtonoša. Nakon što je Sirius ubijen nastavio je dvoboj s Bellatrix Lestrange tijekom kojeg je Kingsleyja pogodila čarolija koja je uzrokovala "glasan prasak" i on je pao na tlo "urlajući od boli".
U Harryju Potteru i Princu miješane krvi novi je Ministar magije, Rufus Scrimgeour, Shacklebolta zaposlio u uredu bezjačkog premijera u Londonu. Kingsley je dobio posao premijerovog tajnika, ali je zapravo bio njegov čuvar imenovan zbog mogućeg napada smrtonoša. To je dokaz povjerenja u Shacklebolta, pogotovo zato što ga je imenovao bivši auror. Međutim, to bi moglo značiti i da Scrimgeour sumnja na njega i da ga je želio staviti na položaj na kojem će manje moći pomagati Redu. Shacklebolt se pojavljuje i na kraju priče, na pogrebu Albusa Dumbledorea na kraju školske godine. 
U sedmoj knjizi aktivan je član Reda Feniksa i bori se protiv smrtonoša. Na kraju knjige postaje ministar magije.